# Kaie Kõrb
Kaie Kõrb (født 1. april 1961 i Pärnu) er en estisk ballerina og dansepædagog.
Hun afsluttede Tallinna Balletikool som balletartist og Moskva Statslige Teaterinstitut med balletpædagogik som speciale. Hun var i en længere årrække prima ballerina ved den estiske nationale scene.
Siden 2003 medlem af partiet Keskerakond. Hun kandiderede i 2011 ved valget til Riigikogu (parlamentet i Estland) og fik 172 personlige stemmer, hvilket ikke rakte til et mandat.

## Offentlig anerkendelse
Hun modtog år 2000 den estiske præsidents hædersbevisning "Valgetähe III klassi teenetemärk" (Den hvide stjernes 3 klasse tjenestetegn).

## Bøger
Der er skrevet 3 bøger om Kõrbs liv:
- "Kaie Kõrb. Rambivalguses ja varjus" (I rambelyset og skygge, 2005) ISBN 978-9985-9563-5-9; ISBN 9985-9563-5-4
- "Kaie Kõrb. Lahkumisetendus" (Aftrædelsesoptræden, 2006) ISBN 978-9985-9563-6-6; ISBN 9985-9563-6-2
- "Kaie Kõrb. Unistuste nimel" (I drømmenes navn, 2011) ISBN 978-9949-477-05-0

## Personligt
Gift med danseren Viesturs Jansons, moder til 2 drenge.
Kaie Kõrbs første ægtefælle var diplomaten Jüri Trei.